# مارتینا کریشو
مارتینا کریشو (ایتالیایی: Martina Criscio؛ زادهٔ ۲۴ ژانویهٔ ۱۹۹۴) شمشیرباز زن اهل ایتالیا است.